# Don Siegel
Donald Siegel (Chicago, 12 d'octubre de 1912 - Nipomo, Califòrnia, 20 d'abril de 1991) va ser un director i un productor de cinema estatunidenc. Apareix acreditat tant amb el seu nom sencer com amb l'abreviació Don Siegel.

## Biografia
Nascut a Chicago, es va graduar al Jesus College de Cambridge, a Anglaterra. Va començar a treballar a la Warner, on va arribar a esdevindre cap del departament d'edició, prenent part en nombrosos muntatges, entre ells l'obertura de Casablanca. El 1945 dirigeix dos curtmetratges, Hitler Lives? i A Star in the Night, tot guanyant l'Oscar. No només va treballar en cinema. Per a televisió va dirigir dos episodis de The Twilight Zone.
Durant els anys 60 va realitzar pel·lícules com ara Flaming Star (1960) amb Elvis Presley i Dolores del Rio, Hell Is for Heroes amb Steve McQueen o El codi dels assassins (1964) amb Lee Marvin. Ara bé, on va tindre més ressò va ser per la seua col·laboració amb Clint Eastwood, amb el qual va rodar clàssics com Harry el Brut, Two Mules for Sister Sara o The Beguiled, entre d'altres. Siegel, a més a més, va tindre una destacada influència en la posterior carrera d'Eastwood darrere les càmeres. Fins i tot, va fer un breu cameo en Play Misty For Me i en Invasion of the Body Snatchers (el remake de 1978 de la seva pròpia pel·lícula).

## Filmografia
Filmografia:
- Star in the Night (1945)
- The Verdict (1946)
- Night Unto Night (1947)
- The Big Steal (1949)
- Duel at Silver Creek (1952)
- Count the Hours (1953)
- L'aventura xinesa (China Venture) (1953)
- Riot in Cell Block 11 (1954)
- Private Hell 36 (1954)
- The Blue and Gold (1955)
- Invasion of the Body Snatchers (1956)
- Crime in the Streets (1956)
- Baby Face Nelson (1957)
- Spanish Affair (1957)
- Traficants d'armes (The Gun Runners) (1958)
- La identificació (The Lineup) (1958)
- Hound Dog Man (1959)
- Al caire de l'eternitat (Edge of Eternity) (1959)
- Flaming Star (1960)
- Hell Is for Heroes (1962)
- El codi dels assassins (1964)
- The Hanged Man (1964)
- Stranger on the Run (1967)
- Coogan's Bluff (1968)
- Brigada homicida (Madigan) (1968)
- Two Mules for Sister Sara (1970)
- El seductor (The Beguiled) (1971)
- Harry el Brut (Dirty Harry) (1971)
- La gran estafa (Charley Varrick) (1973)
- El molí negre (The Black Windmill) (1974)
- L'últim pistoler (The Shootist) (1976)
- Telèfon (Telefon) (1977)
- Escape from Alcatraz (1979)
- Rough Cut (1980)
- La noia del trampós (Jinxed!) (1981)